# Детям войны, погибшим в 1941—1945 гг. (памятник)
Памятник «Детям войны, погибшим в 1941—1945 гг.» — памятник в Симферополе детям, погибшим в годы Великой Отечественной войны.

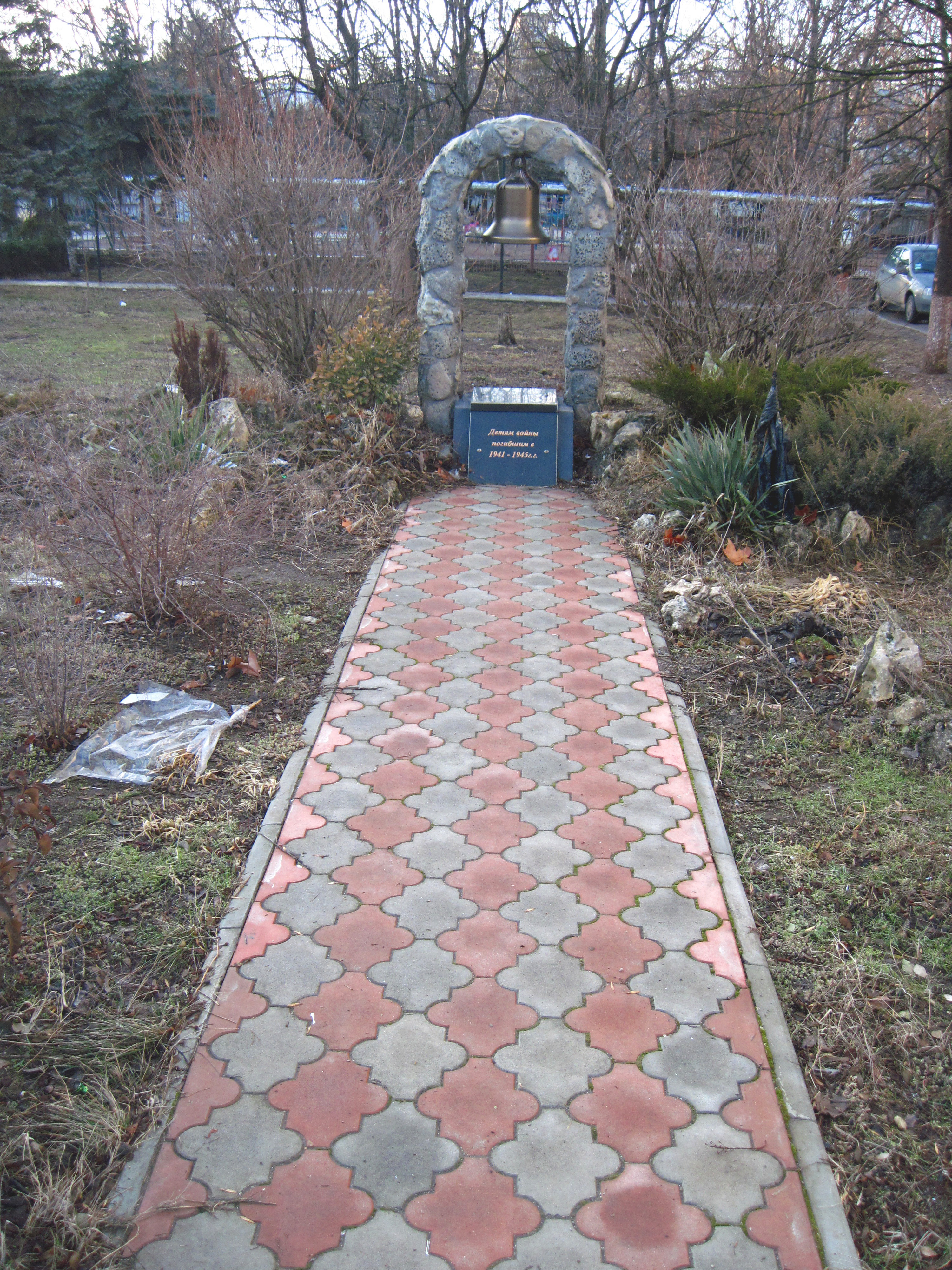
Общий вид памятника

Памятник был открыт 8 мая 2009 года по инициативе и на членские взносы Крымского отделения общественной организации «Дети войн» в симферопольском сквере на проспекте Кирова перед детским садом «Алые паруса». Является объектом культурного наследия регионального значения (постановление № 627 от 20.12.2016 г.).
Монумент выполнен из местного ракушечника в виде арки, вверху которой подвешен колокол, который символизирует, что пока звучит колокольный звон — никогда не будут забыты те, кто погиб в войне, особенно детей. В основании арки находится постамент, облицованный плитами из чёрного мрамора. На лицевой плите надпись: «Детям войны погибшим в 1941—1945 г.г.», на верхней плите написано: «От Крымской республиканской организации „Дети войн“ май 2009 г.». От парковой аллеи к памятнику проложена дорожка, выложенная тротуарной плиткой.